# Hospital das Clínicas da Universidade Federal de Goiás
O Hospital das Clínicas da Universidade Federal de Goiás (UFG) é um complexo hospitalar localizado na cidade de Goiânia para fins de ensino, pesquisa e prestação de ações e serviços de saúde destinados à comunidade de diferentes cursos da universidade.
Um dos maiores hospitais do gênero do Brasil, foi inaugurado em fevereiro de 1962, e está ligado a Faculdade de Medicina. Além do curso de Medicina, inclui atividades de estudantes de outros cursos, como Enfermagem, Farmácia, Fisioterapia, Odontologia, Terapia Ocupacional, Psicologia, Nutrição e Fonoaudiologia. Em 2020, ocorreu a inauguração de um novo prédio do hospital, que conta com 20 andares, 600 leitos comuns e 120 leitos de UTI.
Atualmente, o Hospital das Clínicas faz parte da rede de hospitais universitários gerenciados pela Empresa Brasileira de Serviços Hospitalares. Situa-se no Campus Colemar Natal e Silva, bairro Universitário.